# Werdau
Werdau es una localidad en alemana, ubicada en el distrito de Zwickau, en la región administrativa de Chemnitz, en el Estado Libre de Sajonia. Es atravesada por el río Pleiße. 

## Geografía

### Ubicación
La localidad más cercana es Zwickau a 8 km., mientras que las ciudades más próximas son Gera (26 km.) y Chemnitz (39 km.).

### Localidades vecinas
Las localidades vecinas son Fraureuth, Langenbernsdorf, Lichtentanne, Neukirchen und Zwickau (todas ellas parte del distrito de Zwickau), así como Mohlsdorf y Teichwolframsdorf en el distrito de Greiz (Turingia).

### Uso de la superficie
2,57 km² de la localidad está dedicada a uso agrícola, 2.42 km² corresponde al bosque y 0,66 km² a las áreas verdes. El área construida abarca 0,47 km², mientras que 0,31 km² ha sido designado como área de tráfico. El agua abarca 0,06 km² y 0,28 km² del territorio está sujeto a otros usos.

## Arquitectura

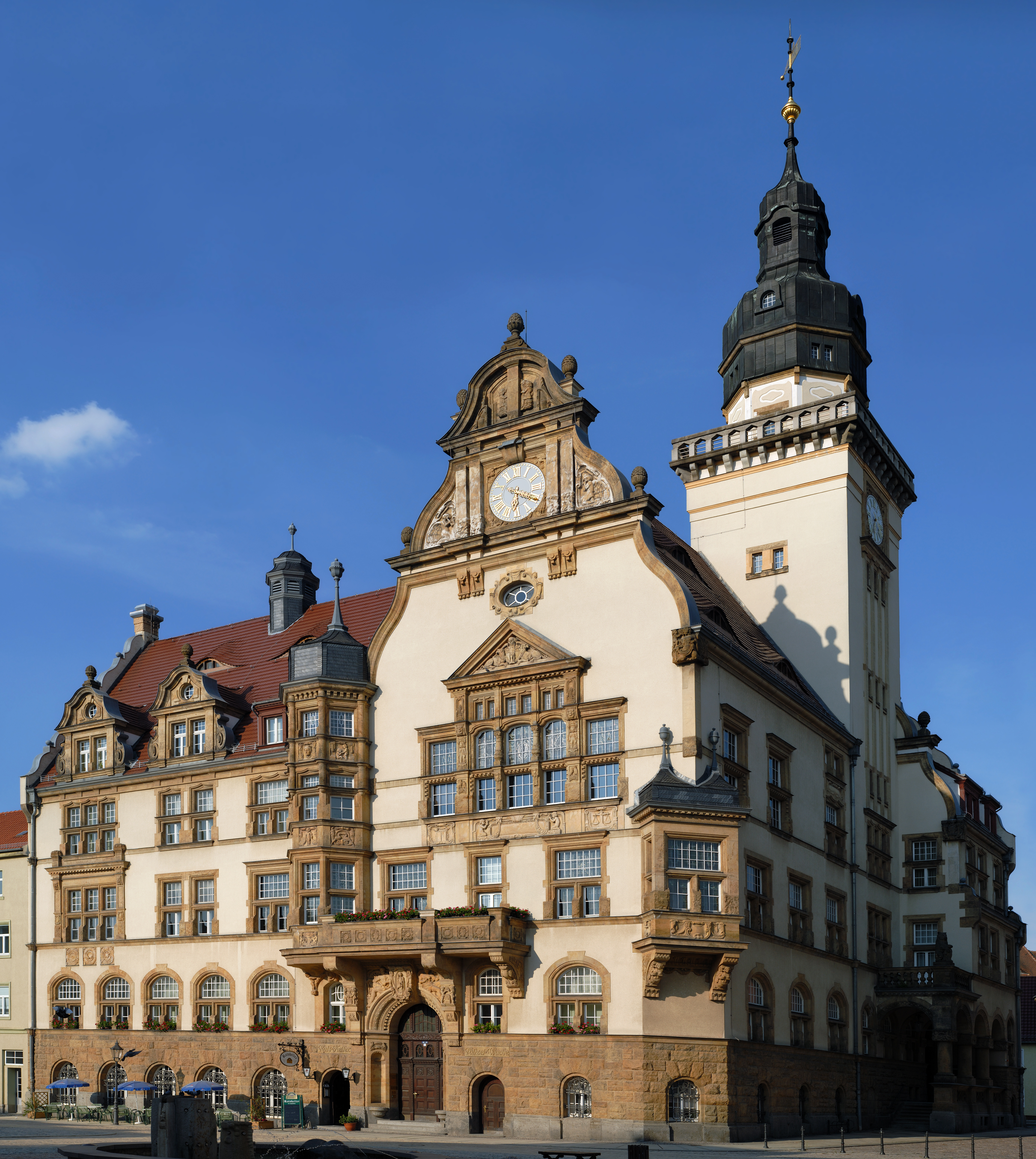
Cámara Municipal en Werdau.

En 1905, la ciudad llevó a cabo un concurso para el diseño de un nuevo edificio para la Cámara Municipal, dado que el primero (construido en 1727) había resultado muy pequeño. La torre y el primer piso de un diseño fue combinado con la fachada de otro y el 1 de agosto de 1908 se inició la construcción del edificio, el cual fue inaugurado el 26 de abril de 1911, con la presencia de Federico Augusto III de Sajonia.

## Imágenes de Werdau

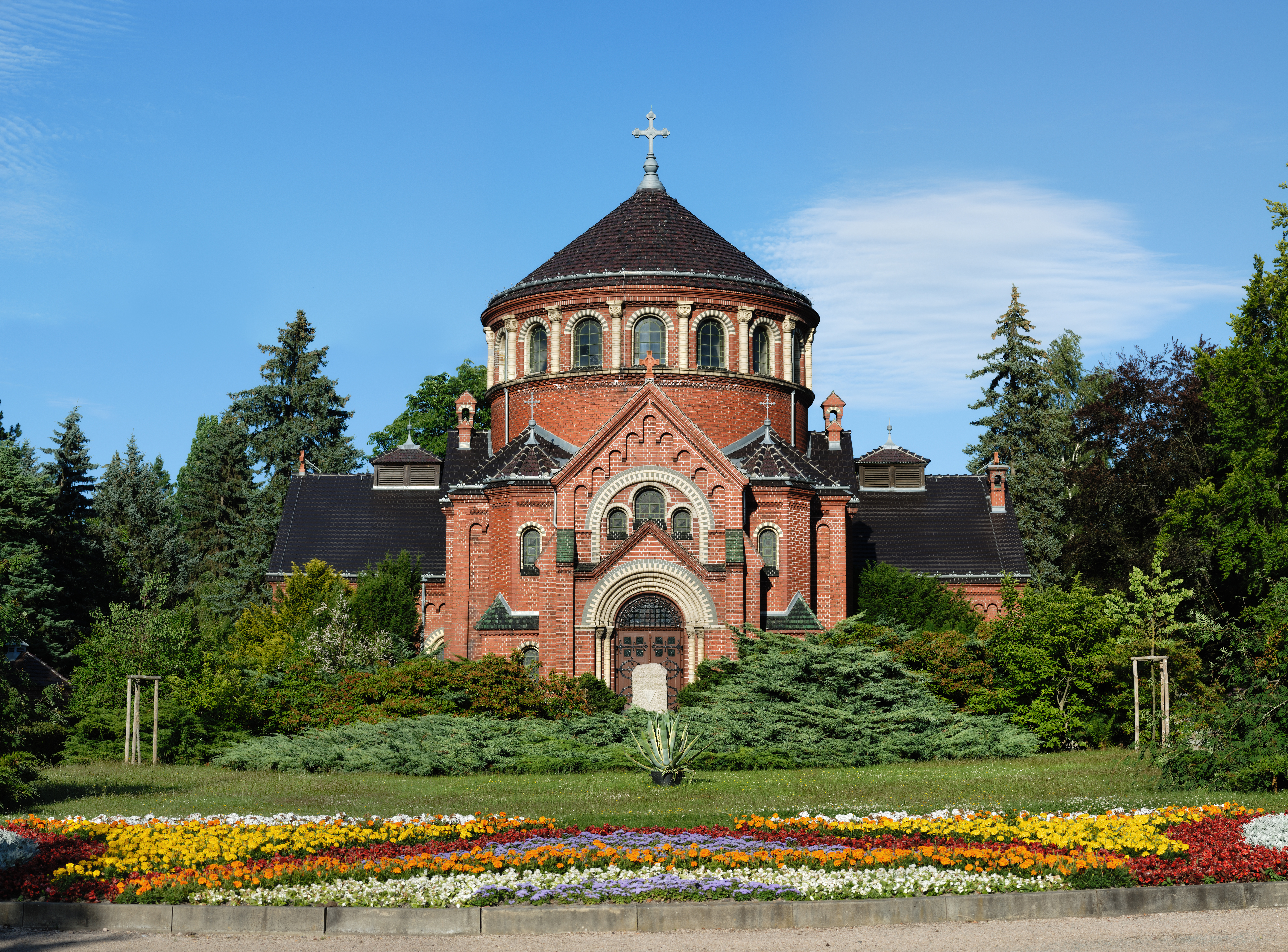
Cementerio en la capilla
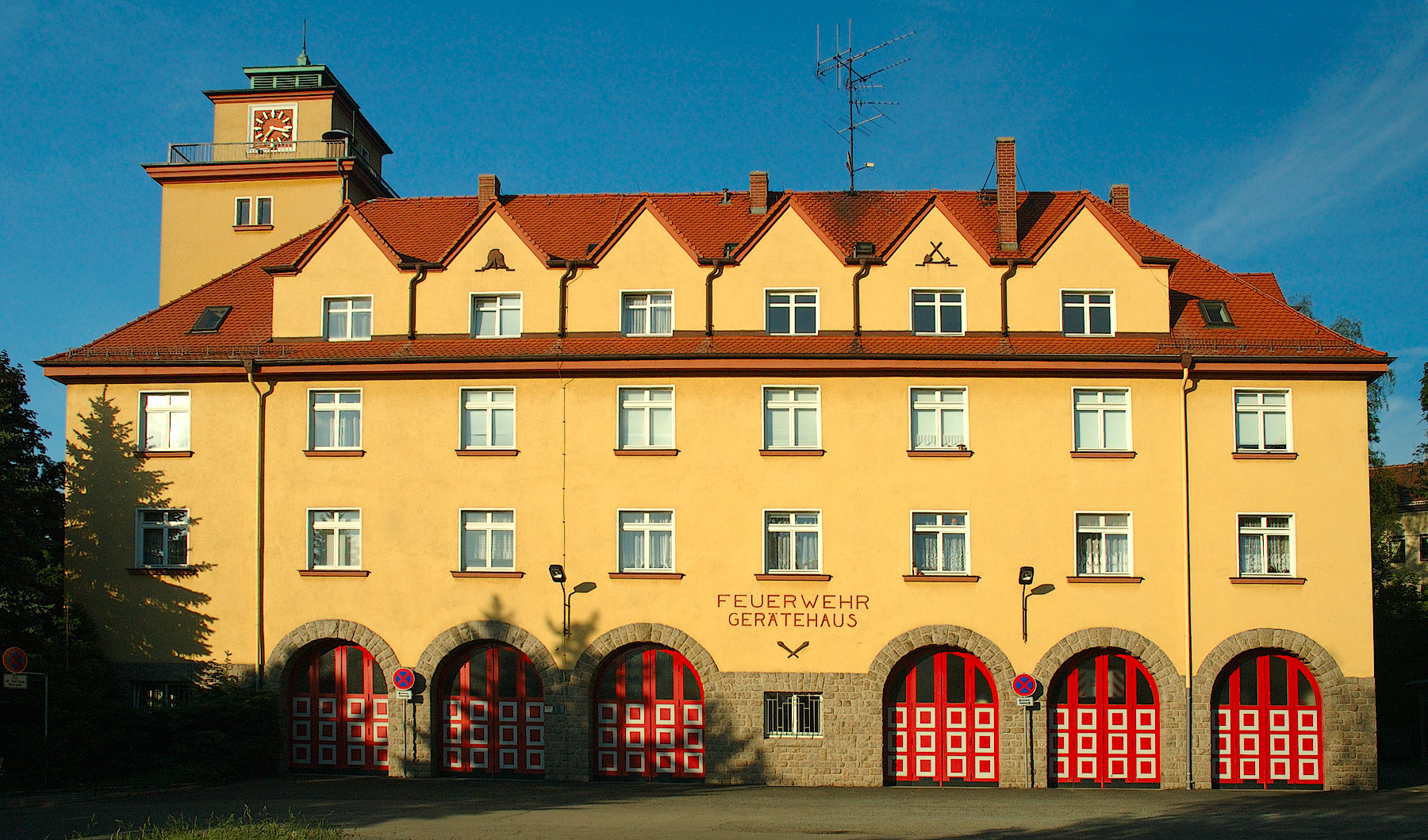
Estación de bomberos
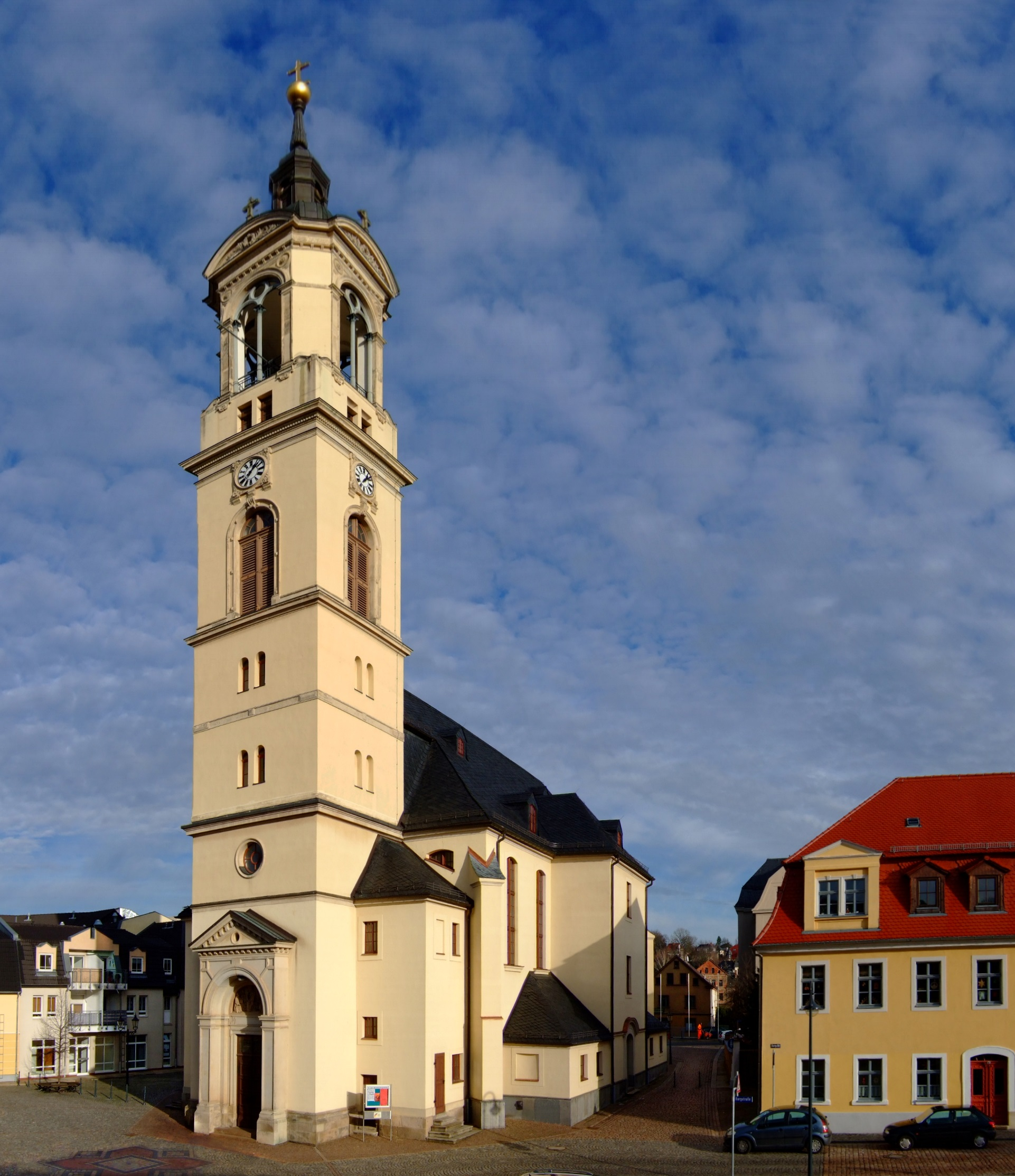
MarienIglesia
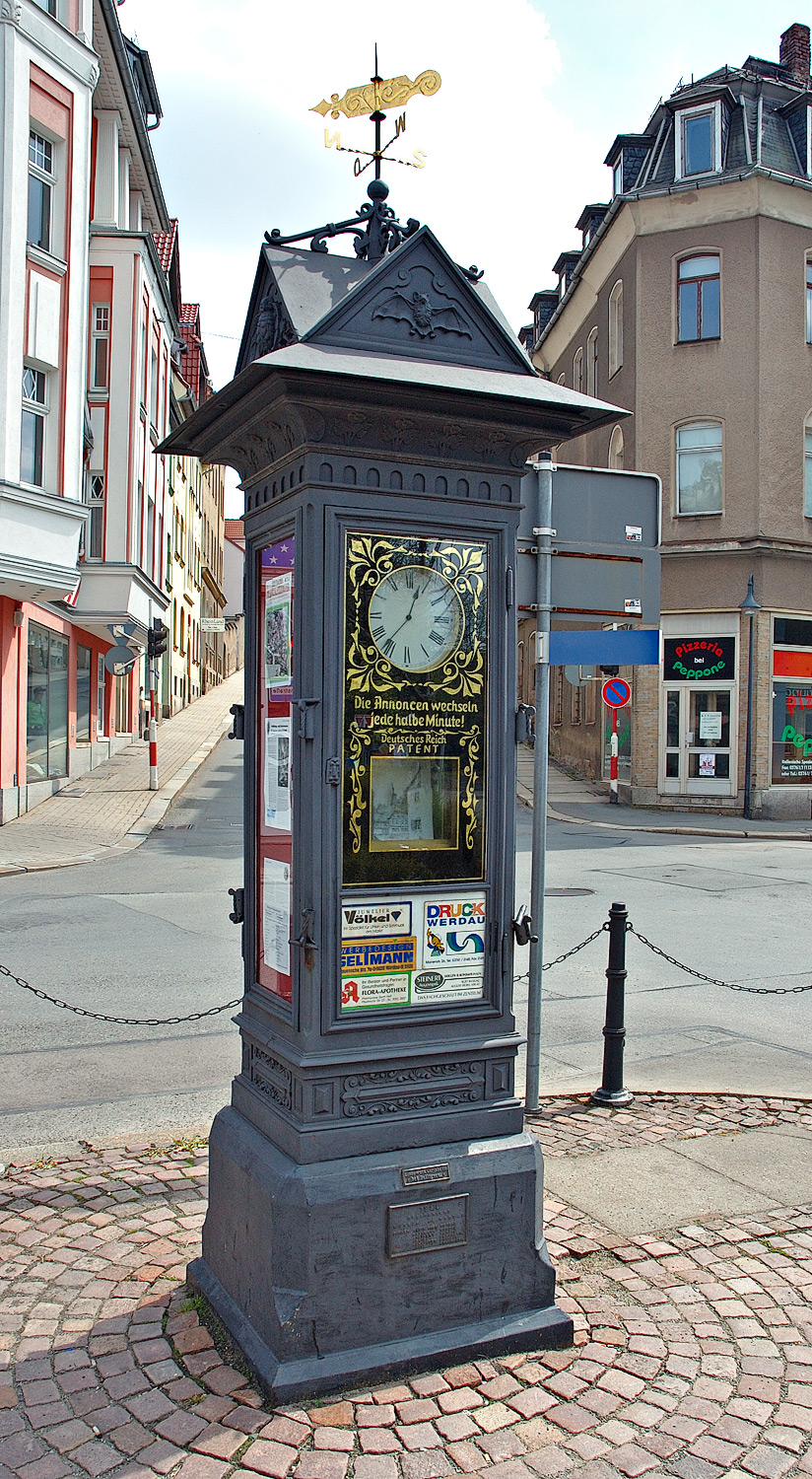
Annoncenuhr
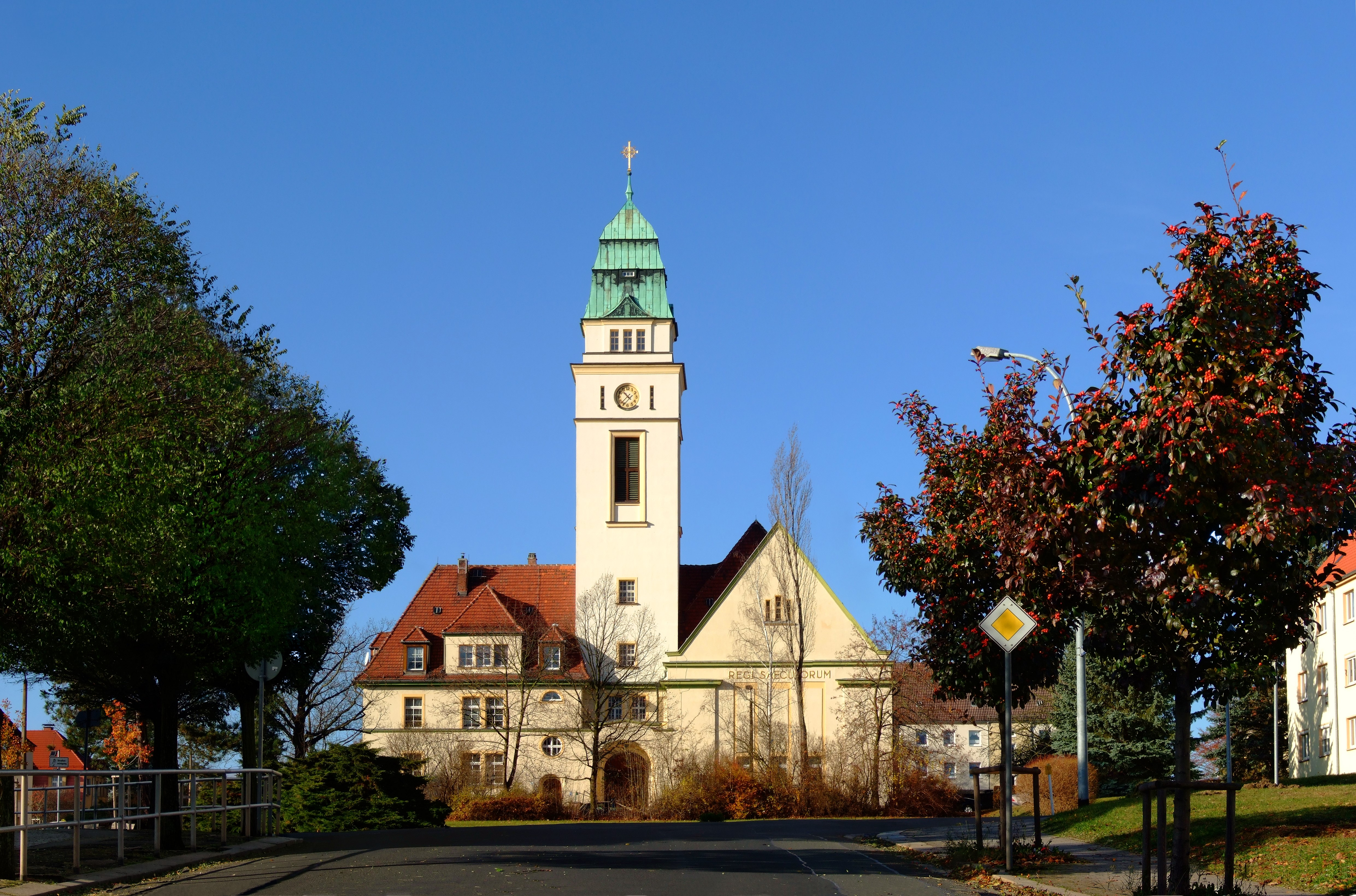
Iglesia católica "San Bonifacio"
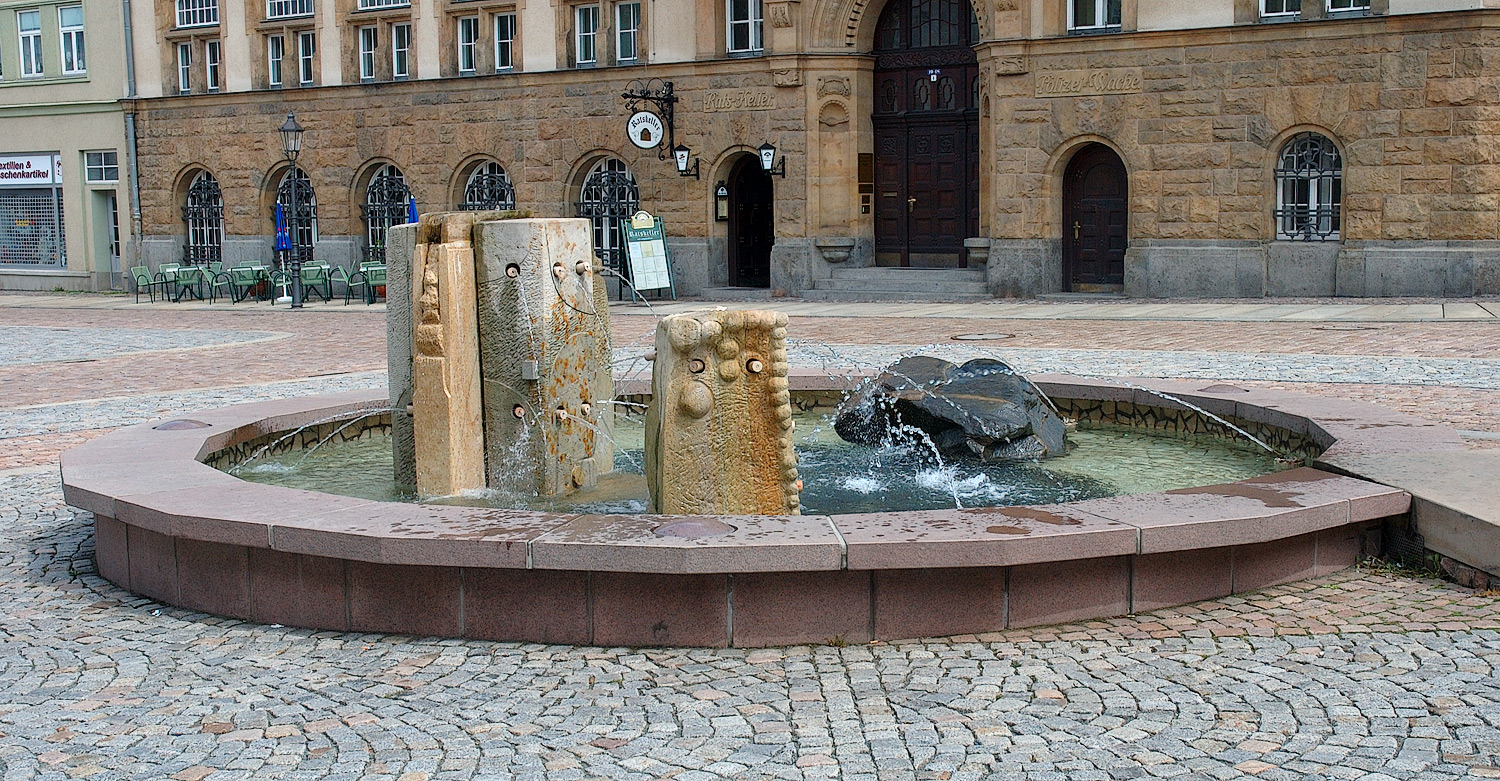
Fuente en la plaza de mercado de Werdau
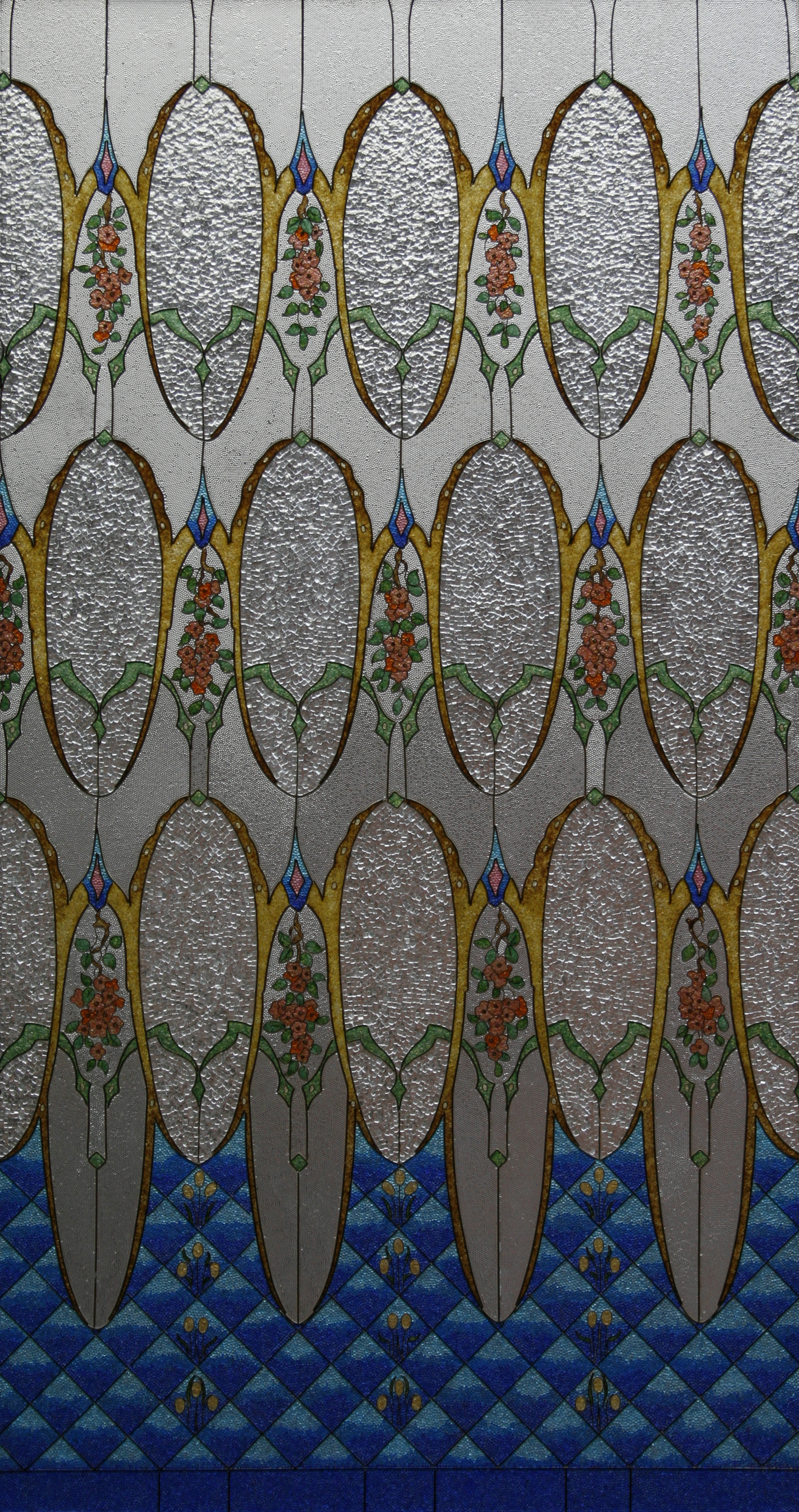
Ventana modernista en el Hotel Katharinenhof
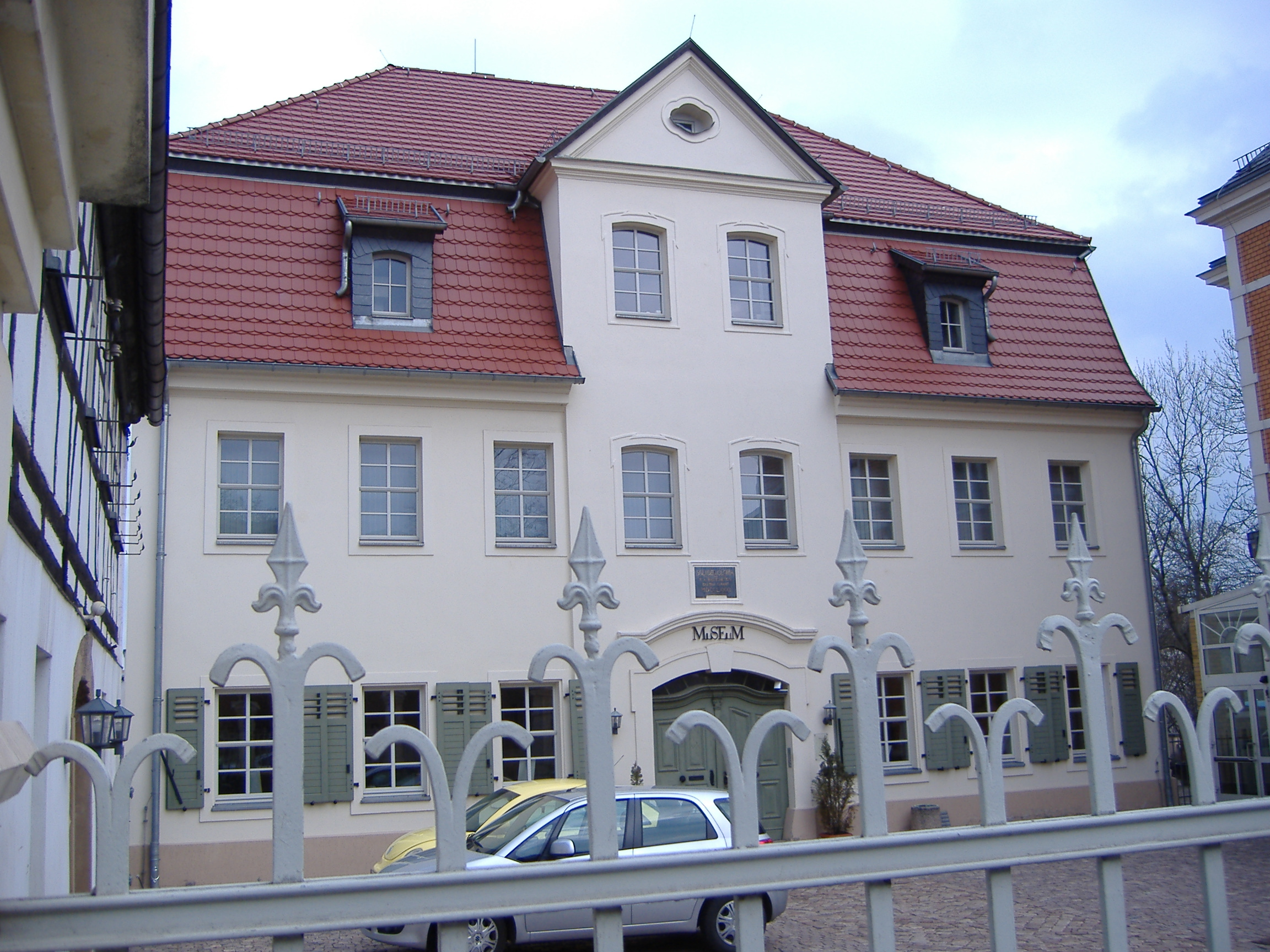
Museum

## Demografía

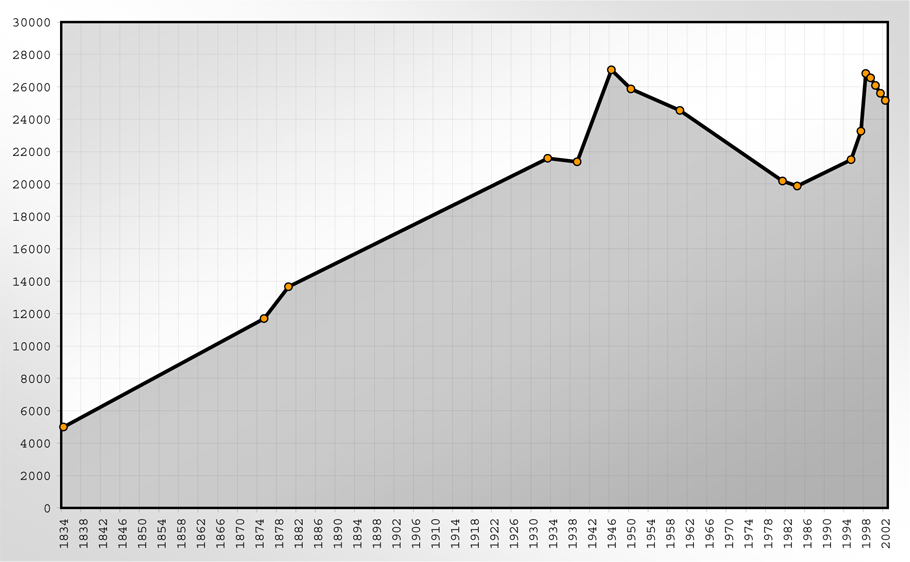
Crecimiento de la población

Crecimiento de la población (desde el 31 de diciembre de 1960):
| 1834 hasta 1950 - 1834 – 4.994 - 1875 – 11.689 - 1880 – 13.654 - 1933 – 21.587 - 1939 – 21.369 - 1946 – 27.041 1 - 1950 – 25.864 2 | 1960 hasta 1999 - 1960 – 24.539 - 1981 – 20.177 - 1984 – 19.870 - 1995 – 21.504 - 1997 – 23.258 - 1998 – 26.823 - 1999 – 26.552 | 2000 hasta 2006 - 2000 – 26.077 - 2001 – 25.595 - 2002 – 25.158 - 2003 – 24.791 - 2004 – 24.559 - 2005 – 24.290 - 2006 – 23.976 | 2007 hasta 2009 - 2007 – 23.565 - 2008 - 23.146 |

Fuente de datos a partir de 1998: Oficina de Estadística de Sajonia
El aumento de la población desde 1995 se debe a la incorporación de las comunidades vecinas Königswalde, Steinpleis, Langenhessen y Leubnitz, no a un boom de nacimientos.

## Política

### Composición del Concejo municipal
- CDU: 9 sillas
- Linke: 6 sillas
- FW: 5 sillas
- SPD: 2 sillas
- FDP: 4 sillas